# Waiting for the Roar
Waiting for the Roar è il terzo album in studio dei Fastway pubblicato nel 1985 per l'Etichetta discografica Columbia Records.

## Tracce
1. The World Waits for You (Dave King, Shane Carroll, Alan Connor, Paul Reid, Terry Manning) - 6:24
2. Kill Me With Your Heart (King, Carroll, Connor, Reid, Manning) - 4:49
3. Tired of Your Love (King, Carroll, Connor, Reid) - 3:57
4. Change (King, Carroll, Connor, Reid) - 4:52
5. Move Over (Janis Joplin cover) - 4:05
6. Little By Little (King, Manning, Cory Manning) - 5:47
7. Rock On (King, Carroll, Connor, Reid) - 3:21
8. Waiting for the Roar (King, Carroll, Connor, Reid, Manning) - 4:01
9. Girl (King, Manning) - 4:04
10. Back Door Man - (King, Carroll, Connor, Reid, Manning) - 3:17
11. Doin' Just Fine (King, Carroll, Connor, Reid) - 3:15 - Bonus track 2006

## Formazione
- Dave King - voce
- "Fast" Eddie Clarke - chitarra
- Shane Carroll - chitarra, tastiere
- Paul Reid - basso
- Alan Connor - batteria